# Reverence (mini CD)
Albums de Emperor
In the Nightside Eclipse Anthems to the Welkin at Dusk
Reverence est un EP du groupe de black metal symphonique norvégien Emperor. Il est sorti en 1997, peu de temps avant l'album Anthems To The Welkin At Dusk, dont il assure la promo.
Ce mini CD contient une plage CD-Rom/multimédia sur laquelle figure le clip de The Loss and Curse of Reverence qui est le tout premier clip de l'histoire du groupe.

## Composition du groupe
- Ihsahn : chant, guitare, claviers
- Samoth : guitare
- Alver : basse
- Trym : batterie

## Liste des chansons de l'album
1. The Loss and Curse of Reverence - 5:52
2. In Longing Spirit - 6:00
3. Opus a Satana (instrumental) - 4:19